# Aminolevulinat transaminaza
Aminolevulinat transaminaza (EC 2.6.1.43, aminolevulinatna aminotransferaza, gama,delta-dioksovaleratna aminotransferaza, gama,delta-dioksovalerinska kiselina transaminaza, 4,5-dioksovaleratna aminotransferaza, 4,5-dioksovalerinska kiselina transaminaza, 4,5-dioksovalerinska transaminaza, 5-aminolevulinska kiselina transaminaza, alanin-gama,delta-dioksovaleratna aminotransferaza, alanin-dioksovaleratna aminotransferaza, alanin:4,5-dioksovaleratna aminotransferaza, aminolevulinisko kiselinska transaminaza, dioksovaleratna transaminaza, L-alanin-4,5-dioksovaleratna aminotransferaza, L-alanin:4,5-dioksovalerinska kiselina transaminaza, L-alanin:dioksovaleratna transaminaza, DOVA transaminaza, 4,5-dioksovalerinska kiselina aminotransferaza) je enzim sa sistematskim imenom 5-aminolevulinat:piruvat aminotransferaza. Ovaj enzim katalizuje sledeću hemijsku reakciju
5-aminolevulinat + piruvat {\displaystyle \rightleftharpoons } 4,5-dioksopentanoat + L-alanin
Ovaj enzim je piridoksal-fosfatni protein.

## Literatura
- Nicholas C. Price; Lewis Stevens (1999). Fundamentals of Enzymology: The Cell and Molecular Biology of Catalytic Proteins (Third изд.). USA: Oxford University Press. ISBN 019850229X.
- Eric J. Toone (2006). Advances in Enzymology and Related Areas of Molecular Biology, Protein Evolution (Volume 75 изд.). Wiley-Interscience. ISBN 0471205036.
- Branden C; Tooze J. Introduction to Protein Structure. New York, NY: Garland Publishing. ISBN 0-8153-2305-0.
- Irwin H. Segel. Enzyme Kinetics: Behavior and Analysis of Rapid Equilibrium and Steady-State Enzyme Systems (Book 44 изд.). Wiley Classics Library. ISBN 0471303097.

## Spoljašnje veze
- Aminolevulinate+transaminase на 